# Coleophora tristella
Coleophora tristella é uma espécie de mariposa do gênero Coleophora pertencente à família Coleophoridae.